# 야마테 터널

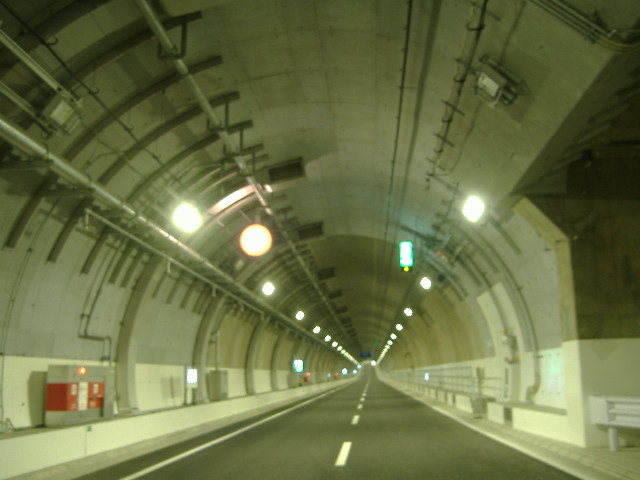
야마테 터널

야마테 터널(일본어: 山手トンネル)는 일본 도쿄도 수도고속도로 주오 환상선(C2)에 자리잡고 있는 2015년에 개통한 터널이다.  수도고속도로 주오 환상선은 다카마쓰 나들목과 오이 분기점 사이의 지하 구간을 18.2km의 터널로 통과하게 되며 터널 구간이 레르달 터널에 이어 세계에서 두 번째로 길다. 이 터널은 뛰어난 안전 설비로도 유명한데, 100m 간격으로 비상 전화와 카메라 설비가 있으며 화재 우려를 대비해 50m 간격으로 스프링클러도 갖추어져 있다. 이 모든 설비들이 관제실에서 원격으로 조종이 가능하다.

## 같이 보기
- 고트하르트 베이스 터널